# 梵旦哥

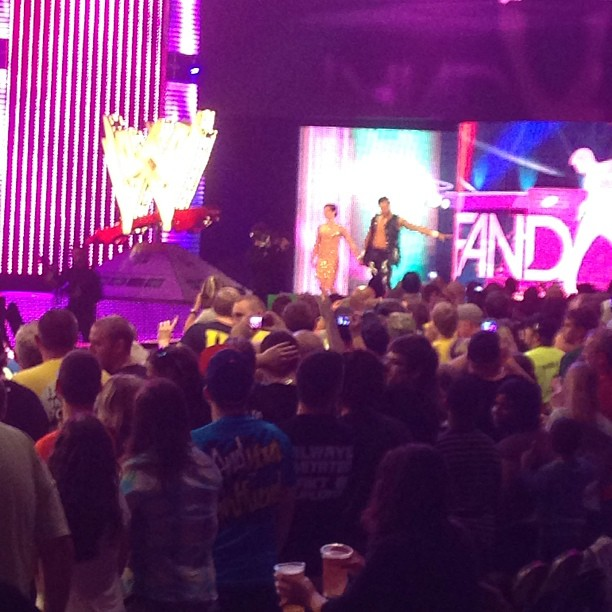
梵旦哥的出場

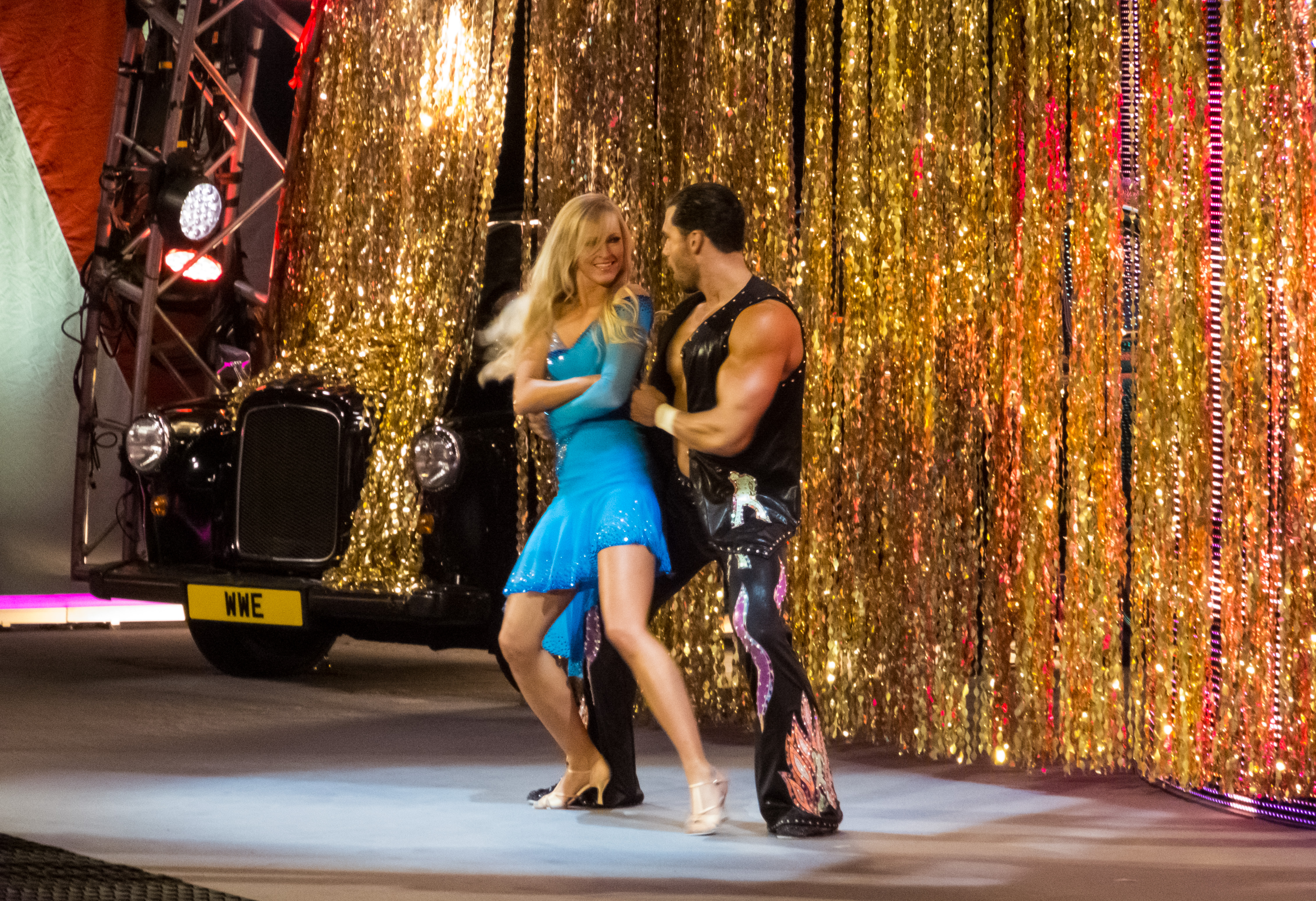
梵旦哥與桑瑪·蕾

梵旦哥（英語：Fandango，1981年7月22日—），本名科帝斯·強納森·赫西（英語：Curtis Jonathan Hussey），現受聘於世界摔角娛樂（WWE），並在節目WWE Raw中亮相。
在梵旦哥的摔角事業中，他是WWE NXT第四季的冠軍。